# Каштелу-Бранківський собор
Каште́лу-Бранкі́вський собо́р (порт. Sé de Castelo Branco), або Катедра́льний собо́р свято́го Михаї́ла (порт. Catedral de São Miguel) — католицький храм у Португалії, в місті Каштелу-Бранку, парафії Каштелу-Бранку. Другий катедральний собор Порталегрівсько-Каштелу-Бранківської діоцезії, резиденція єпископів Порталегрівських і Каштелу-Бранківських. Названий на честь архангела Михаїла. Одна з найстаріших церков міста. Збудований у 1682—1691 роках у бароковому стилі як Церква святого Михаїла. 1771 року отримав статус собору у зв'язку з постанням Каштелу-Бранківської діоцезії. Втратив цей статус після інкорпорації останньої до складу Порталегрівської діоцезії. Повторно став собором у 1956 році. Громадська пам'ятка Португалії (1978).

## Назва
- Каштелу-Бранківський катедральний собор (порт. Catedral de Castelo Branco)
- Каштелу-Бранківський собор (порт. Sé de Castelo Branco)
- Парафіяльна церква святого Михаїла (порт. Igreja Paroquial de São Miguel)
- Церква святого Михаїла (порт. Igreja de São Miguel)